# Louis Moult
Louis Elliot Moult (* 14. Mai 1992 in Stoke-on-Trent) ist ein englischer Fußballspieler, der zuletzt für Dundee United aktiv war.

## Karriere
Louis Moult begann seine Fußballkarriere in seiner Geburtsstadt bei Stoke City. Sein Profidebüt gab er für den Verein im August 2009 in der 2. Runde des englischen Ligapokals gegen Leyton Orient als er für Tom Soares eingewechselt wurde. In der Premier League debütierte Moult ein halbes Jahr später im Auswärtsspiel gegen den FC Burnley, als ihn Tony Pulis für Tuncay Şanlı einwechselte. Neun Tage nach seinem Ligadebüt unterschrieb er einen Profivertrag bei den Potters. Im Juli 2010 wurde Moult für ein halbes Jahr an den englischen Viertligisten Bradford City verliehen. Nach seinem Debüt gegen Shrewsbury Town im August erzielte der Stürmer im Oktober gegen Oxford United das erste Profitor seiner Karriere. Im Januar 2011 kehrte Moult nach 11 Spielen und einem Tor für Bradford zurück nach Stoke. Im gleichen Monat wurde er abermals verliehen; diesmal zu Mansfield Town in die National League. Zwischen Januar und Mai 2011 absolvierte er für den Verein verletzungsbedingt nur drei Spiele erzielte dabei aber zwei Treffer. Im August und November 2011 folgten zwei Monatsleihen zu Accrington Stanley und ein zweites Mal zu Mansfield Town. Nach einer Leihe zum Amateurverein Alfreton Town in die National League North, bei dem er nur einmal zum Einsatz gekommen war, wurde der im Sommer 2012 auslaufende Vertrag in Stoke nicht verlängert. Er schloss sich daraufhin dem englischen Viertligisten Northampton Town an. Dieser verlieh ihn von Februar bis April 2013 an Nuneaton Town, der ihn später fest verpflichtete. Bereits nach einer erfolgreichen Saison bei Nuneaton Town wechselte Moult im Sommer 2014 zum FC Wrexham. Bei diesem konnte der Angreifer an seine zuvor gezeigten Leistungen anknüpfen und erzielte in 39 Spielen 16 Tore. Im Juni 2015 wechselte er nach Schottland zum FC Motherwell. Im Januar 2018 folgte ein Wechsel zu Preston North End. Im Juni 2021 wechselte er eine Spielklasse tiefer zu Burton Albion und unterschrieb dort einen neuen Zweijahresvertrag.